# نموذج معرفي

النموذج المعرفي في نظريات نمذجة العقل ونظرية مجتمع العقل وثيقة الصلة بها، هو أداة أو وحدة فرعية متخصصة يمكن لأجزاء أخرى استخدامها لاتخاذ القرارات في المهام المعرفية. ومسألة وجود هذه النماذج وطبيعتها أحد الموضوعات الأساسية في العلم المعرفي وعلم النفس التطوري. يرى البعض النماذج المعرفية كجزء مستقل من العقل، في حين يرى آخرون أيضًا أنماط التفكير الجديدة، التي يتم التوصل إليها بالخبرة، كنماذج معرفية.
ومن النظريات الأخرى المشابهة لنظرية النموذج المعرفي، الوصف المعرفي، والنمط المعرفي والآلية النفسية. وهذه الآلية، عندما تنشأ نتيجة للتطور، تُعرَف باسم الآلية النفسية المتطورة.

## أمثلة
بعض الأمثلة على النماذج المعرفية:
- النماذج التي تتحكم في يديك عند ركوبك الدراجة لتحول دون اصطدامها من خلال إدارتها قليلاً ناحية اليمين واليسار.
- الوحدات التي تسمح للاعب كرة السلة بوضع الكرة على نحو دقيق في السلة عن طريق تتبع مدارات الرميات.[6]
- النماذج التي تتعرف على الجوع وتخبرك بأنك بحاجة لتناول الطعام.[7]
- النماذج التي تجعلك تقدر شخصًا ما أو لوحة أو زهرة جميلة.[8]
- النماذج التي تجعل البشر يتمتعون بكفاءة عالية في التعرف على الوجوه والتي تظهر بوضوح في قردة ريسوس والرضع البالغين من العمر شهرين، انظر التعرف على الوجوه.[9]
- النماذج التي تتسبب في غيرة بعض الأفراد من أصدقاء أزواجهم.[10][11]
- النماذج التي تحسب سرعة السيارات التي تسير في الطريق، وتخبرك بما إذا كان لديك وقت للمرور دون الاصطدام بأيٍ منها.[6]
- النماذج التي يعود إليها السبب في الرعاية والحب الذي يكنّه الوالدان لأطفالهما.[12]
- نماذج الشهوة الجنسية.[13]
- النماذج التي تميز بوضوح بين حركات الحيوانات.[14]
- نماذج اختيار رد فعل المواجهة أو الهروب.[15][16][17]

## الاضطرابات النفسية - اضطراب النماذج المعرفية
يرجع العديد من الاضطرابات النفسية واضطرابات الشخصية إلى اضطراب النماذج المعرفية.
الغيرة: يتمثل السبب الشائع للخلاف غير الضروري في العلاقات إلى غيرة الرجل من العلاقات السابقة للمرأة قبل أن تقابله. يولد جميع الناس بنموذج معرفي أساسي للغيرة، وهو النموذج الذي يتطور كاستراتيجية تطورية من أجل حماية الرفيق وتعزيز الاعتداء على المنافسين لضمان الأبوة ومنع ظهور أبناء السفاح. وعندما يزيد نشاط هذا النموذج المعرفي، يصبح اضطرابًا في الشخصية.
التعقب: يُعد التعقب من الاضطرابات النفسية المتطرفة المرتبطة بالغيرة. والمُتعقِب شخص (عادةً رجل) يتصرف كما لو كان على علاقة بشخص آخر (عادةً امرأة) ليس مهتمًا به. وهناك أيضًا حالات تتعقب فيها سيدات رجالًا، ورجال يتعقبون رجالاً، وسيدات يتعقبن سيدات، لكن الأكثر شيوعًا هو تعقب الرجال للسيدات. في الثقافة الغربية يلقى هذا السلوك استنكارًا قويًا.
جنون الارتياب: يمثل الارتياب من الأفراد الآخرين سمة تهدف للحماية من المكائد السرية التي ندرك أنها تُحاك ضدنا، وهي نموذج معرفي بشري أساسي يفيد في الاستمرارية على قيد الحياة. لكن هذه السمة تتحول عند بعض الناس إلى ارتياب غير عقلاني عندما لا توجد أية مكائد تحاك ضد المرء على أرض الواقع. يطلق الأطباء النفسيون على مثل هذا السلوك فصام ارتيابي أو اضطراب الشخصية الارتيابي في صوره الأقل حدة. ومن ثم، تحدث هذه الاضطرابات عندما يثار النموذج المعرفي الارتيابي كثيرًا وبقوة نتيجة لمؤثرات لا تثيره عادةً لدى الأشخاص الطبيعيين.
الوسواس القهري: في هذا الاضطراب الشائع إلى حد كبير، يتحقق الشخص، مثلاً، مرارًا وتكرارًا من أن الباب مغلق. وقد يكرر غسل يديه أو أجزاء أخرى بالجسم، وأحيانًا لعدة ساعات، لضمان نظافتها. هذا الاضطراب أيضًا هو خلل في التكيف الطبيعي الذي يدفع كل الناس للتحقق من أن الباب مغلق، أو الاغتسال للحفاظ على النظافة، إلخ.
[التحويل: هو نموذج معرفي يتطور لحل مشكلة معينة، ويمكن أن يظهر فجأة أحيانًا في مواقف أخرى حيث لا يكون ملائمًا. ومن الأمثلة على ذلك أن يغضب المرء من رئيسه، لكن مع إظهار هذا الغضب تجاه أحد زملائه. ويحدث التحويل عادةً دون وعي (انظر أيضًا العقل الباطن والعقل اللاواعي). وفي العلاج النفسي، تتم توعية المريض بهذا الأمر، مما يسهل من تعديل السلوك غير الملائم.
تنص نظرية سيجموند فرويد عن التعلية: على أن النماذج المعرفية لبعض الأنشطة، مثل الجنس، يمكن أن تظهر متخفية بشكل غير سليم في حالات غير مناسبة. طرح فرويد كذلك فكرة اللاوعي، التي تُفسَر بأنها نماذج معرفية لا يعي فيها المرء السبب الأولي لها، وقد يستخدمها بشكل غير مناسب.
الفصام: هو اضطراب نفسي تُثار فيه النماذج المعرفية بشكل متكرر، مما يغمر العقل بالمعلومات. وعدم القدرة على التحكم في هذه المعلومات الكثيرة يتسبب في الفصام.

### علاج الاضطرابات النفسية المتعلقة بالنماذج المعرفية
العلاج المعرفي هو أسلوب علاج نفسي يساعد الناس في فهم النماذج المعرفية التي تدفعهم للقيام بأمور معينة على نحو أفضل، ويعرفهم على نماذج معرفية بديلة أكثر ملاءمة لاستخدامها مستقبلاً.

### منظور التحليل النفسي للنماذج المعرفية
وفقًا لنظرية التحليل النفسي، تتسم الكثير من النماذج المعرفية بأنها غير واعية ومكبوتة، وذلك لتجنب الصراعات العقلية. أما الدفاعات، فمن المفترض أنها نماذج معرفية تُستخدَم لكبت الوعي بالنماذج المعرفية الأخرى. فالنماذج المعرفية اللاواعية يمكن أن تؤثر على سلوكنا دون أن نعي ذلك.

## منظور علم النفس التطوري للنماذج المعرفية
من المُعتقَد في مجال أبحاث علم النفس التطوري أن بعض النماذج المعرفية موروثة، والبعض الآخر مكتسب بالتعلم. لكن اكتساب نماذج جديدة بالتعلم يكون موجهًا عادةً بالنماذج الموروثة.
على سبيل المثال، القدرة على قيادة السيارة أو رمي كرة السلة هي بالتأكيد نماذج معرفية مكتسبة وليست موروثة، لكنها قد تستفيد من النماذج الموروثة لحساب المسارات سريعًا.
ثمة خلاف بين علماء الاجتماع حول أهمية النماذج الموروثة لقدرات العقل البشري. فيرى علماء النفس التطوري أن علماء الاجتماع الآخرين لا يتقبلون فكرة أن بعض النماذج موروثة جزئيًا، في حين يرى علماء الاجتماع الآخرون أن علماء النفس التطوري يبالغون في أهمية النماذج المعرفية الموروثة.

## الذاكرة والفكر الإبداعي
من الجوانب المهمة للغاية في التفكير البشري القدرة على التوصل إلى خبرات أو نماذج معرفية متشابهة إلى حد ما - وإن لم تكن متطابقة - عند مواجهة موقف أو مشكلة ما. يشبه ذلك ما يحدث عند إصدار نغمة بالقرب من بيانو. فوتر البيانو الموافق لهذه النغمة سيهتز. لكن الأوتار الأخرى أيضًا القريبة من هذا الوتر ستهتز بمقدار أقل.
ليس معلومًا بالضبط كيف يفعل العقل البشري ذلك، لكنه من المُعتقَد أنك عندما تواجه موقفًا أو مشكلة ما، تنشط نماذج معرفية عديدة في الوقت نفسه، ويختار العقل النماذج الأكثر نفعًا في فهم الموقف الجديد أو حل المشكلة الجديدة.

## الأخلاق والقانون
إن أكثر الناس التزامًا بالقانون لديهم نماذج معرفية تحول دون ارتكابهم للجرائم. أما المجرمون، فالنماذج المعرفية لديهم مختلفة، مما يتسبب في سلوكهم الإجرامي. ومن ثم، فإن النماذج المعرفية يمكن أن تكون سببًا في السلوك الأخلاقي وغير الأخلاقي على حدٍ سواء.